# Verovering van Kazan
De Verovering van Kazan (Russisch: Осада Казани; Osada Kasani) was het laatste onderdeel van de oorlogen tussen het grootvorstendom Moskou en het kanaat Kazan. De Russische legers veroverden Kazan na een beleg en de stad werd geplunderd en vernietigd. De gebieden van Kazan werden ingelijfd door Rusland. Het zou tot 1558 duren voordat de laatste Wolga-Tataren in het gebied werden verslagen en de Kazanoorlog werd beëindigd.

## Voorgeschiedenis
Sinds 1438 verkeerden het kanaat Kazan en Moskou vaak in staat van oorlog. Tijdens de jongere jaren van Ivan IV ("de Verschrikkelijke") bleef het voornamelijk bij grensconflicten omdat zowel de kan als de tsaar probeerden een grootschalige oorlog te vermijden. In 1540 sloten de kan van de Krimtataren en de kan van Kazan een alliantie en vielen Moskovië binnen. Met de steun van het Qasim Kanaat, een Russische vazal, werden de invallers teruggedrongen. In Kazan brak door de verloren oorlog een troonstrijd los die het Kanaat verzwakte. Ivan IV stuurde een expeditie naar Kazan om de kracht van zijn tegenstander te testen en vanaf 1551 werden gedetailleerde plannen gemaakt voor de uiteindelijke verovering van Kazan.
Op 16 juni 1552 leidde Ivan IV de Verschrikkelijke een leger van 150.000 man vanuit Moskou naar Kolomna waar ze een Tataars leger onder leiding van Devlet Giray, de kan van het Krim-kanaat, versloegen in de buurt van Toela. De tsaar rukte nu op naar het oosten totdat zijn leger op 30 augustus 1552 voor de muren van Kazan stond.

## De val van Kazan
Ivan IV liet zijn leger de stad belegeren en vanaf 8 september 1552 werden de Russische kanonnen ingezet om de muren te beschieten. Tussen 9 en 16 september versloegen de Russische troepen onder leiding van Alexander Gorbatyi-Shuisky de Kazanse troepen van Yapancha bak en de Oedmoertsche ruiters. Alexander liet Arsk, het fort in de wouden nabij Kazan, in brand steken. Andrej Koerbski versloeg de Mari ruiters in de wouden ten noorden van Kazan. Russische Sapeurs wisten de ondergrondse watertoevoer naar de stad op te blazen, zodat de stad zonder water kwam te zitten.
Nadat de Russen de Kazanse kanonnen hadden uitgeschakeld zetten ze een nieuw type Belegeringstoren in. De 12 meter hoge toren kon 10 zware of 50 lichtere kanonnen bevatten en werd gebruikt om meer geconcentreerd op een bepaalde sectie van de muur te kunnen vuren.
Op 12 oktober bliezen de sappeurs de muur van de stad op waarna de Russen de stad konden binnendringen. Zowel burgers als soldaten probeerde de Russen tegen te houden maar toen de Kan en de leider van de Nogay gevangen werden genomen probeerde de verdedigers van de stad tevergeefs naar de noordelijke wouden te vluchten.
Ivan de Verschrikkelijke liet zijn soldaten de stad plunderen om zo hun soldij te betalen. Hierdoor werden de burgers afgeslacht of weggevoerd als slaven, waarna de stad tot de grond toe werd afgebrand.

## Gevolgen van de verovering

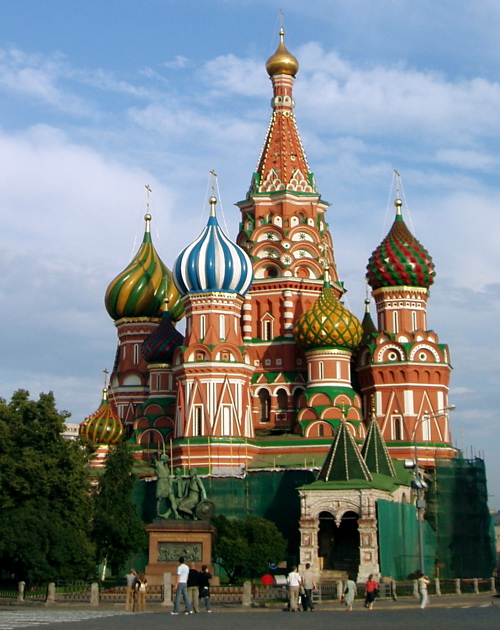
De Basiliuskathedraal gebouwd in opdracht van Ivan IV ter ere van zijn overwinning op Kazan

Na de verovering van het Kanaat werd het hele Midden-Volga gebied door Moskou geannexeerd. Hierdoor werd voor Rusland de weg naar Siberië geopend. Twee jaar na de oorlog accepteerden de Basjkieren de heerschappij van Ivan de Verschrikkelijke over hun gebied. De vroegere inwoners van Kazan probeerden tijdens de Kazanoorlog het kanaat weer in ere te herstellen maar de opstand werd door de Russen onderdrukt, waarna een politiek van russificatie en Kerstening werd ingesteld die nog tot aan de heerschappij van Catharina de Grote zou duren.
Ter ere van de overwinning op de Kazansche Tataren liet Ivan IV een aantal kerken bouwen waarvan de meest bekende de Basiliuskathedraal op het Rode Plein in Moskou is.